# Johann Fitz
Johann Fitz (3. července 1834 Moravský Beroun – 1. března 1906 Vídeň) byl český důlní inženýr, průmyslník a podnikatel německého původu, působící v oborech těžby černého uhlí u Mirošova na Rokycansku a těžbě kaolinu a výrobě keramiky v Kaznějově a Horní Bříze v severním Plzeňsku. Dlouho úspěšně vedl těžební společnosti Mirošovské kamenouhelné těžařstvo, posléze zakoupil rozšířil a dlouho úspěšně vedl továrnu na keramiku Johann Fitz, továrna na hliněné a šamotové zboží v Horní Bříze a vybudoval z ní rozsáhlý a věhlasný podnik.

## Život

### Mládí
Narodil se v Moravském Berouně v podhůří Jeseníků v německy mluvící rodině hormistra Caspara Fitze a jeho ženy Marie Kláry, rozené Stabelové. Po studiu báňské akademie v Banské Štiavnici v Uhersku a v Příbrami získal titulu důlního inženýra a začal pracovat jako hormistr v Rotschildových dolech v Moravské Ostravě. Poté pracoval pro společnost Rosické báňské těžařstvo v uhelných nalezištích západně v Padochově západně od Brna, kde se seznámil a oženil se svou manželkou Mathildou, dcerou horního ředitele a spolumajitele firmy J. Rittlera.

### Mirošovské kamenouhelné těžařstvo
Po vstupu kapitálu brněnských bankéřů a majitelů do uhelné společnosti Adolfa Grimma a statkáře Františka Jahnla vznikla roku 1857 společnost Mirošovské kamenouhelné těžařstvo, zpracovávající místně vysoce kvalitní uhlí nazývané Černý diamant. Roku 1867 Fitz byl odeslán nově vzniklým finančním konsorciem do Mirošova a provedl průzkumy, při kterých narazil na mimořádné černouhelné sloje. Podal do Brna příznivé zprávy a tak bylo založeno Mirošovské kamenouhelné těžařstvo se sídlem v Rokycanech, do jehož čela jako centrální ředitel byl ustanoven právě Jan Fitz. Ten s rodinou přesídlil do Rokycan. V roce 1868 byla postavena vlečka z Mirošova do Rokycan. Podnikáni společnost roku 1885 zakoupila uhelné revíry v Libušíně u Kladna, kde byl po Fitzovi pojmenován jeden z dolů, Jan.
Vlastnil rovněž společnost těžící černé uhlí u Litic nedaleko Plzně. Pracoval rovněž pro barona Schoellera jako správce dolů dole Charlotta v Czernicích v Pruském Slezsku. Jeho nálezy podnítily uhelnou těžbu v mirošovském regionu a tak zde do začátku 20. století pracovalo na čtyřicet šachet. Mirošovské těžařstvo roku 1896 přikoupilo uhelné revíry ve Velkých Svatoňovicích u Trutnova. Od roku 1897 Fitz zastával funkci hlavního horního ředitele společnosti pro rokycanské revíry.

### Porcelán

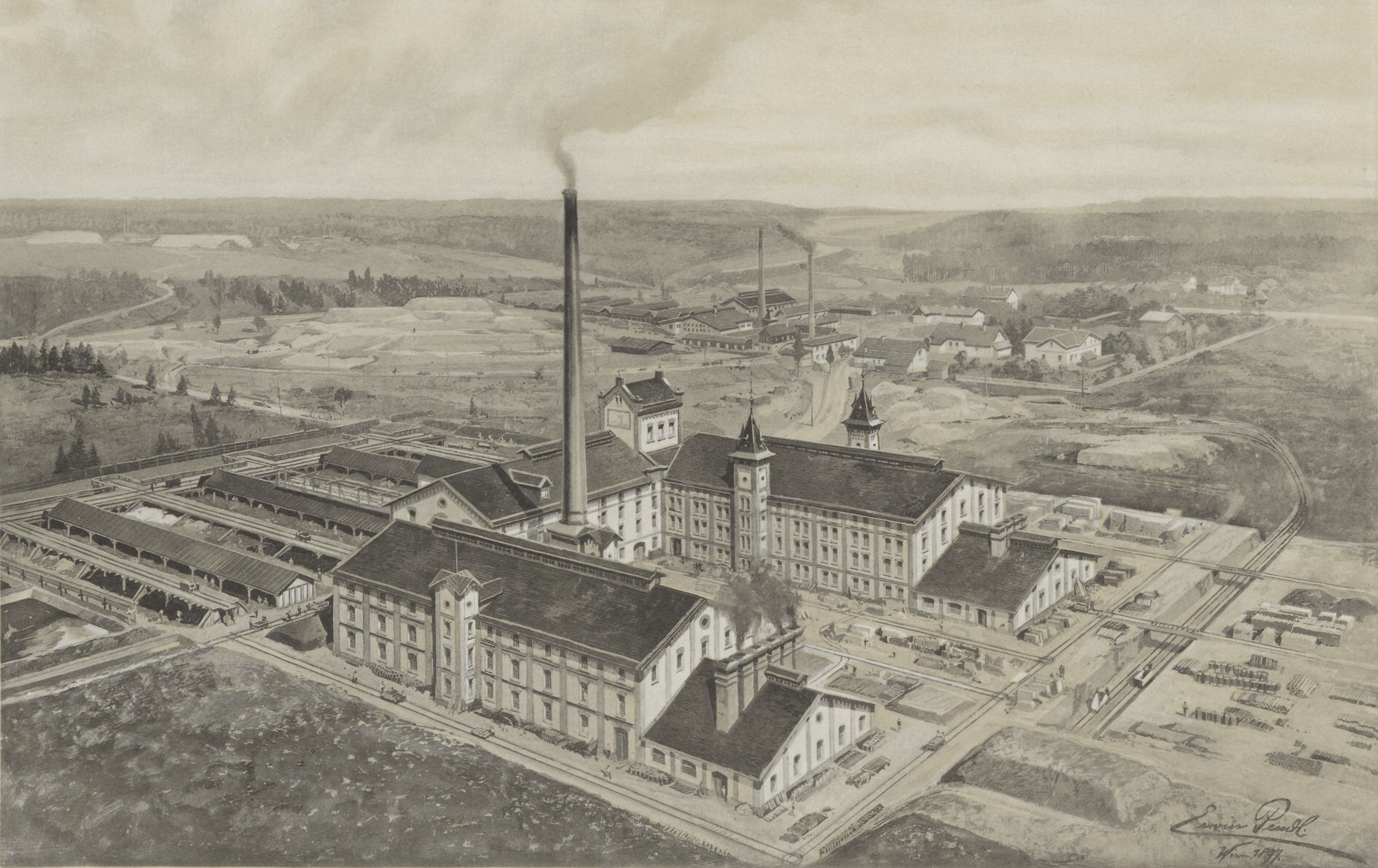
Továrna porcelánu J. Fitz v Horní Bříze (Erwin Pendl, 1897)

Okolo roku 1880 odkoupil podíly v porcelánku v Dnešicích u Plzně a od Františka Hýry porcelánku v Oboře. Podílel se na průzkumech ložisek kaolinu na severním Plzeňsku, následně pozemky skoupil a postupně rozšiřoval keramickou produkci svých továren. Rychle se rozvíjející výroba vedla k rozšiřování výrobních provozů v Oboře, Dnešicích a Horní Bříze. Zde byla roku 1893 postavena nová továrna na výrobu dlaždic a další užitné keramiky přímo nedaleko kaolinových ložisek. Vytěžené jíly a písek, vedlejší produkty těžby, dokázaly provozy při takové výrobě dobře zužitkovat. Roku 1896 byla výroba rozšířena o produkci šamotových cihel. Okolo hornobřízské keramičky byly vystavěny rovněž obytné domy a stavby občanské vybavenosti. Okolo roku 1900 měl závod na 500 zaměstnanců.
Roku 1899 byla firma po finančních obtížích přeměněna na akciovou společnost a jako podílník do ní vstoupila Živnostenská banka.
Josef Fitz byl rovněž členem Obchodní živnostenské komory v Plzni, radním a čestným občanem Mirošova. Ještě za jeho života po něm v Mirošově byla pojmenována nová hornická čtvrť, Janov. Za své zásluhy v oblasti průmyslu mu byl udělen roku 1896 Rytířský kříž Řádu Františka Josefa I. Roku 1903 odkoupil od Mirošovského těžařstva budovu bývalého ústředí u silnice na Šťáhlavy v Rokycanech, kam se na stáří přestěhoval. Budova byla upravena jako sídelní vila, posléze vešla ve známost jako Fitzova vila.

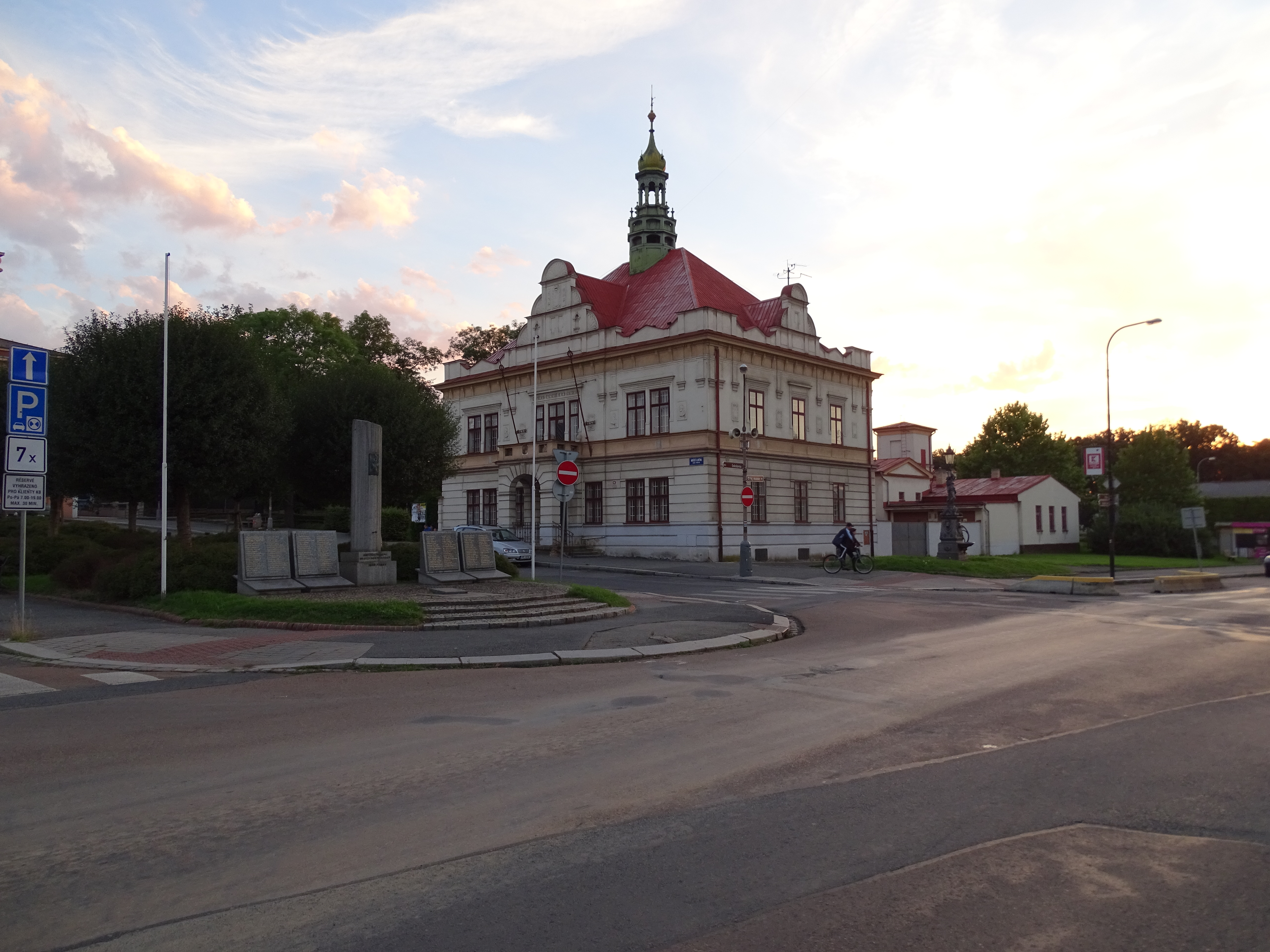
Fitzova vila v Rokycanech (Náměstí 5. května č. 64)

### Úmrtí
Johann Fitz zemřel 19. února 1906 ve Vídni ve věku 71 let. Byl pohřben na starém městském hřbitově v Rokycanech.
Po jeho smrti převzal podíl v podniku jeho synové a příbuzní, rovněž se profesně zabývající těžbou.

### Rodinný život
Johann Fitz byl ženatý s Mathyldou Fitzovou (1843–1902), spolu počali celkem tři děti: dcery Helenu (provdanou Kallabovou), Annu (provdanou Pergerovou) a syna Huga, který se 1889 oženil s dcerou hoteliéra a starosty Mariánských Lázní Johanna Krohy Helenou Krohovou.